# Carlo Lorenzetti (1858-1945)
Carlo Lorenzetti (Venezia, 14 aprile 1858 – Venezia, 4 gennaio 1945) è stato uno scultore italiano.

## Biografia

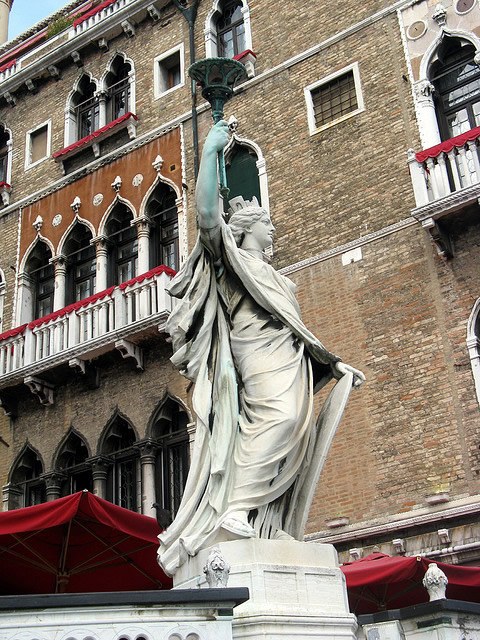
L'Italia turrita, Venezia, 1898

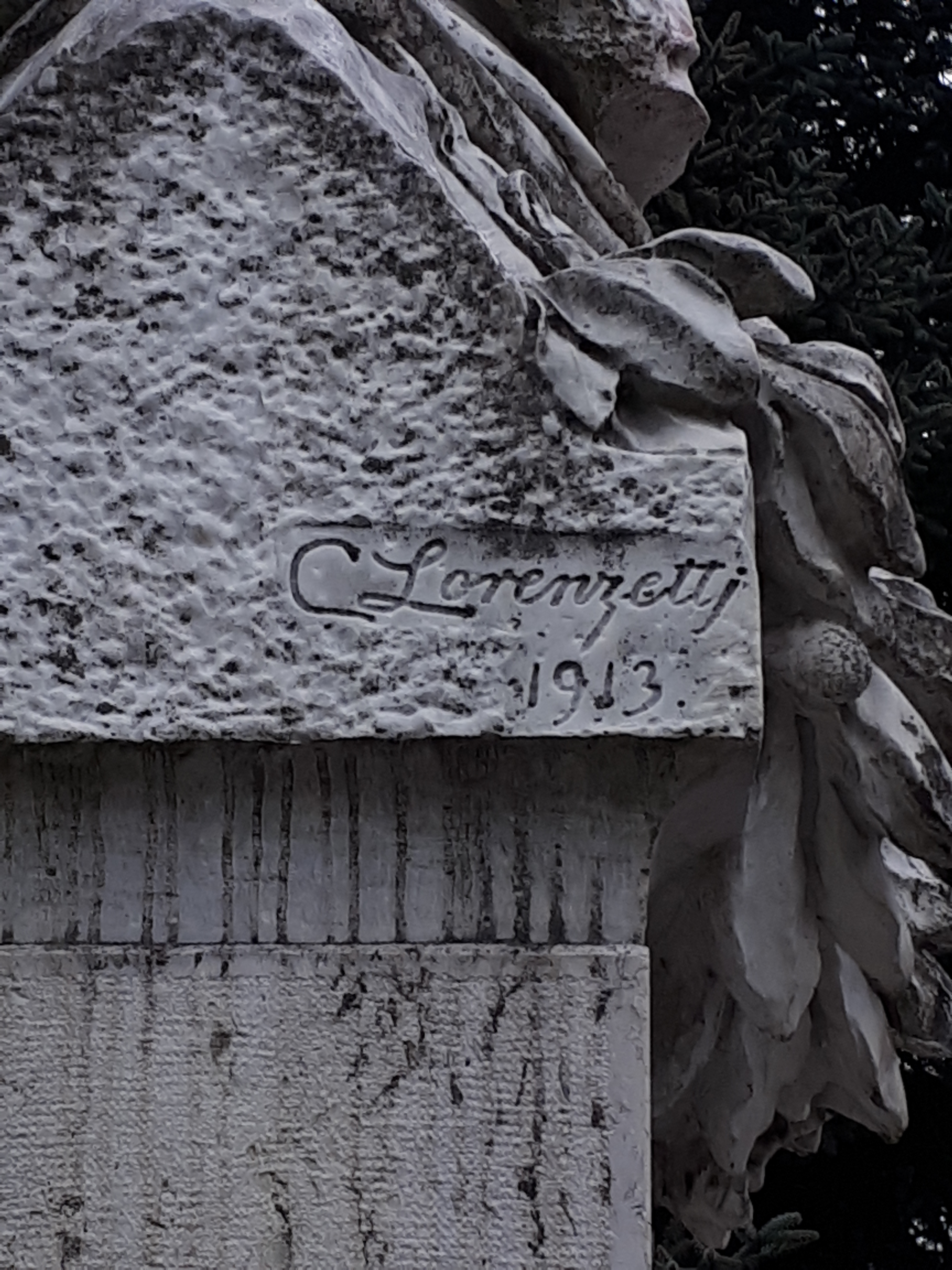
La firma di Lorenzetti scolpita sul monumento a Garibaldi di Schio

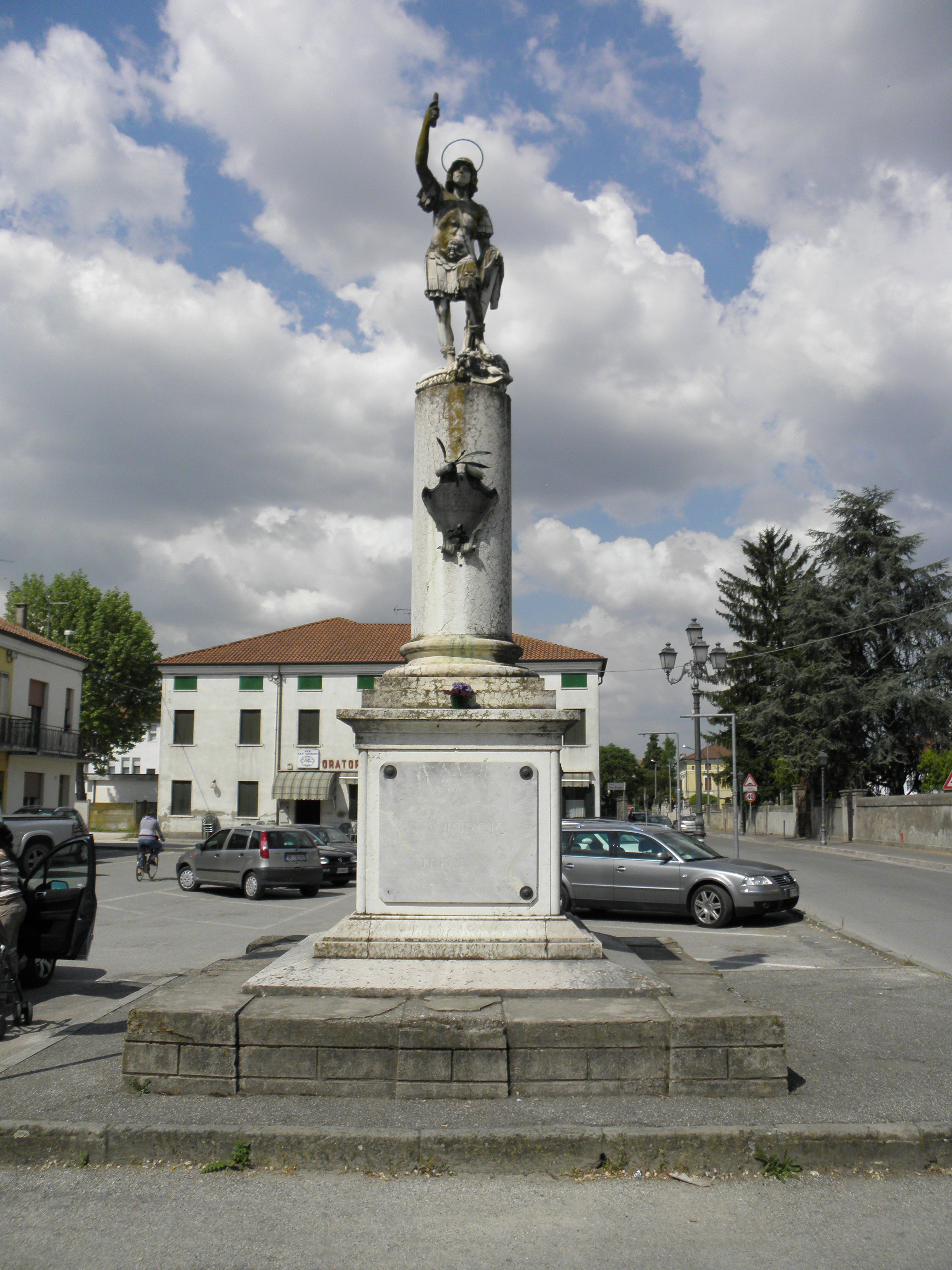
Monumento a san Giorgio martire, Trecenta, 1926

Nacque in una famiglia di estrazione popolare. Dopo aver ricevuto presso una scuola di carità una prima istruzione, venne avviato al mestiere di scultore, imparando a lavorare il legno. Nel 1878 entrò a far parte dell'Accademia delle Belle Arti a Venezia, diventando allievo di Luigi Ferrari e di Antonio Dal Zotto. Lorenzetti, introdotto nell'ambiente artistico da Luigi Borro, fu premiato nel 1882 ad un concorso sul tema di Enrico III che visita il pittore Tiziano.
Uscito dall'Accademia, si impegnò nell'attività di scultore (di questo periodo il busto di Giuseppe Garibaldi in bronzo e marmo per decorare la facciata di Palazzo Toaldi Capra di Schio, 1882). Sensibile a tematiche sociali e patriottiche esordì nell'anno 1883 all'Esposizione nazionale di belle arti a Roma con opere di stile verista; partecipò inoltre alla V Esposizione nazionale artistica di Venezia, tenutasi nella città lagunare nel 1887, e all'Esposizione nazionale di belle arti di Bologna l'anno successivo. Nel 1888 venne inaugurato a Dolo il suo Monumento a Giuseppe Garibaldi.
Abile ritrattista e tecnicamente dotato, Lorenzetti eseguì vari ritratti di politici, intellettuali, artisti con i quali era in contatto, spesso su commissione del comune di Venezia: tra questi il busto di Giacomo Favretto, quello di Carlo Felice Nicolis, di Andriana Marcello, quello di Paulo Fambri e della moglie, il ritratto di Pompeo Marino Molmenti, Giovanni Battista Varè, Jacopo Pesaro Maurogonato, i ritratti dei patrioti napoletani presenti a Venezia contro l'Austria (Enrico Cosenz, Gerolamo Ulloa, Guglielmo Pepe, Carlo Mezzacapo, Cesare Rossarol), il busto dell'abate Jacopo Bernardi e la lapide in onore del deputato radicale Felice Cavallotti.
Carlo Lorenzetti ebbe un ruolo di primo piano nell'istituzione dell'Esposizione internazionale d'arte di Venezia, fondata nel 1893 dall'allor sindaco di Venezia Riccardo Selvatico, ed espose sue opere in varie edizioni della stessa, fino alla fine degli anni venti. Fu coinvolto tra il 1894 e il 1895 nei lavori atti alla realizzazione del nuovo palazzo per l'esposizione, progettato dall'architetto Enrico Trevisanato realizzando le decorazioni laterali del frontone. Dal 1893 al 1912 fece inoltre parte del comitato direttivo del Museo Correr e curò l'allestimento del Museo civico di storia naturale di Venezia: quest'ultimo lavoro lo occupò fino al 1897.
In seguito altre opere vennero commissionate al Lorenzetti anche fuori Venezia: a Conegliano il Monumento a Francesco Gera, a Schio il Monumento ai fratelli Lodovico e Valentino Pasini. Il rapporto dello scultore con il mondo teatrale fu sempre intenso: donò al teatro civico di Schio una targa scolpita, realizzò a Venezia i monumenti dedicati a Gustavo Modena, a Francesco Augusto Bon e a Giacinto Gallina (quest'ultimo anche per il teatro Manzoni a Milano).
Sempre molto legato alla sua città natale, esso realizzò varie opere ispirate a fatti della storia di Venezia, e ai suoi personaggi; scolpì vari leoni marciani: per il ricostruito campanile di san Marco, per la facciata del Fondaco dei Turchi, sopra l'ingresso del padiglione centrale della Biennale. Continuò ad operare anche fuori Venezia, realizzando per il comune di Trecenta un Monumento a san Giorgio martire (1926). Negli anni trenta Lorenzetti tecnicamente ritornò verso un modellato più definito; artista affermato, continuò a realizzare opere (busto del matematico Giovanni Bordiga, busto di Daniele Manin, Diana con un cervo) e assunse varie cariche di prestigio: cavaliere mauriziano, presidente della commissione artistica per la conservazione e manutenzione della Scuola Grande di San Giovanni Evangelista, professore alla Regia Scuola superiore d'arte applicata alle industrie, socio fondatore e presidente onorario della Società di mutuo soccorso fra artisti.
Compì vari lavori di restauro per la basilica dei santi Giovanni e Paolo, Galere veneziane, grande fregio del soffitto per la cappella del Rosario, rimase incompiuta.
Carlo Lorenzetti morì a Venezia il 4 gennaio 1945.